# Sneekweek 2009
De Sneekweek 2009 is de 74ste editie van dit zeilevenement en vond plaats van vrijdag 31 juli tot en met donderdag 6 augustus 2009.

## Zeilwedstrijden
De organisatie van de zeilwedstrijden op het Sneekermeer was in handen van de Koninklijke Watersportvereniging Sneek. Aan deze editie van de Sneekweek deden circa 775 boten mee, verdeeld over 36 wedstrijdklassen. Dit jaar keerde, na 32 jaar afwezigheid, de Larken weer terug als wedstrijdklassen. Doordat de wind het een aantal dagen liet afweten, liep de startvertraging soms op tot een uur. Hierdoor werden op een aantal dagen ook aangepast startschema's gehanteerd. Op maandag kon slechts in 12 van de 36 klassen worden gestart op verkorte banen.

### Winnaars Sneekweek 2009
| ZT | Eenheidsklasse            | Zeilnummer | Naam, bemanningsleden                | Woonplaats      | Land      |
| -- | ------------------------- | ---------- | ------------------------------------ | --------------- | --------- |
|    | 12-voetsjol               | 724        | Emiel Westerhof                      | Sneek           | Nederland |
|    | 16 m² - Gold              | 2875       | Bauke IJntema                        | Heerenveen      | Nederland |
|    | 16 m² - Silver            | 4347       | Jan van Overhagen                    | Utrecht         | Nederland |
|    | 2.4                       | 25         | Edwin Visser                         | Enkhuizen       | Nederland |
|    | 22 m²                     | 67         | Bouwe Bouma                          | Emst            | Nederland |
|    | 30 m²                     | 36         | S.J. Wiersma                         | Hempens         | Nederland |
|    | Efsix                     | 2104       | Jeroen Meijer                        | Utrechy         | Nederland |
|    | Flash                     | 2158       | Hieke Pijlman                        | Sint Nicolaasga | Nederland |
|    | Flits A                   | 10         | Jelle Fokkema                        | Bathmen         | Nederland |
|    | Flits B                   | 1013       | Haike Mulder                         | IJlst           | Nederland |
|    | Flits C                   | 18         | Damy Jansen                          | Foxhol          | Nederland |
|    | G2                        | 22         | Jos Snijders Blok, Emiliek Ba        | Sneek           | Nederland |
|    | Lark                      | 94         | J. Klaver                            | Leeuwarden      | Nederland |
|    | Laser                     | 189124     | Dirkjaap Kooistra                    | Amsterdam       | Nederland |
|    | Laser 2                   | 9203       | Peter Kruse                          | Bochum          | Duitsland |
|    | Laser Master              | 163768     | Koos de Vries                        | Dalfsen         | Nederland |
|    | Laser Master Radiaal      | 180602     | Henk Wittenberg                      | Oostzaan        | Nederland |
|    | Laser Radial              | 184741     | Rikst Dijkstra                       | Sneek           | Nederland |
|    | Olympiajol                | 645        | Team Jan-Jaap                        | Workum          | Nederland |
|    | Optimist A                | 2765       | Benjamin Wempe                       | Wormer          | Nederland |
|    | Optimist B                | 2872       | Laila van der Meer                   | Grou            | Nederland |
|    | Pampus - Gold             | 386        | Jeroen de Groot                      | Foxhol          | Nederland |
|    | Pampus - Silver           | 404        | Bart Meyers                          | Keerbergen      | Nederland |
|    | Randmeer - Gold           | 946        | Jaap de Vries                        | Gouda           | Nederland |
|    | Randmeer - Silver         | 85         | Diederic Klapwijk                    | Wageningen      | Nederland |
|    | Regenboog                 | 130        | Harry Amsterdam                      | Sneek           | Nederland |
|    | Regenboog Teamwedstrijden |            | Friesland 1 - Nederland 4            |                 |           |
|    | Sailhorse                 | 2503       | Ton Bouchier                         | Garmerwolde     | Nederland |
|    | Schakel A                 | 2188       | Thijs Kort                           | Drachten        | Nederland |
|    | Schakel B                 | 1954       | Jan Hielke van der Meulen            | Achlum          | Nederland |
|    | Spanker                   | 958        | Koen de Smedt                        | Amsterdam       | Nederland |
|    | Splash A                  | 2267       | Yorick Verzijden                     | Lelystad        | Nederland |
|    | Splash B                  | 1911       | Tessa van den Dool                   | Culemborg       | Nederland |
|    | Top                       | 356        | Anton Lingbeek                       | Groningen       | Nederland |
|    | Valk A                    | 753        | Hette van der Zwaag, Freark Zandstra | Heemstede       | Nederland |
|    | Valk B                    | 712        | B.J. Mink                            | Grou            | Nederland |
|    | Vaurien                   | 36270      | Martina en Janine                    | Santpoort Noord | Nederland |
|    | Vrijheid                  | 1126       | Michiel Nijhof, Paul Wassink         | Arnhem          | Nederland |
|    | Yngling                   | 320        | Marcel de Jong                       | Sneek           | Nederland |

## Benoemingen
Tijdens de opening van de Sneekweek, met de traditionele vlootschouw, werd de Kornelisk Ykes II onthuld als Boot van het Jaar. De 55 ton zware replica van de negentiende-eeuwse Kornelis Ykes II werd in april 2009 in Heeg te water gelaten. Jan Geertsma werd benoemd tot Schipper in de Orde van de Sneker Pan.

## Evenementen
De opening van de Sneekweek vond plaats in De Kolk en bestond onder meer uit een vlootschouw door de grachten van Sneek. De vlootschouw werd afgesloten met een groot vuurwerk boven Sneek. In het centrum van de stad waren naast de kermis op verschillende pleinen en straten podia. Dinsdag vond er een zogenaamd standwerkersconcours plaats. Op verschillende plaatsen werd het dusdanig druk, dat mensen in verdrukking kwamen.

## Sneekweek Journaal
Dit jaar werd voor het eerst een dagelijks televisiejournaal uitgezonden over de Sneekweek op SBS6. Het Sneekweek Journaal van SBS6  versloeg de zeilwedstrijden en de evenementen. De presentatie was in handen van weerman Piet Paulusma.

## Overige
De Politie Fryslân hield 39 mensen aan, in veel gevallen ging het hierbij om mishandeling.
1934 · 1935 · 1936 · 1937 · 1938 · 1939 · 1940 · 1941 · 1942 · 1943 · 1944 · 1945 · 1946 · 1947 · 1948 · 1949 · 1950 · 1951 · 1952 · 1953 · 1954 · 1955 · 1956 · 1957 · 1958 · 1959 · 1960 · 1961 · 1962 · 1963 · 1964 · 1965 · 1966 · 1967 · 1968 · 1969 · 1970 · 1971 · 1972 · 1973 · 1974 · 1975 · 1976 · 1977 · 1978 · 1979 · 1980 · 1981 · 1982 · 1983 · 1984 · 1985 · 1986 · 1987 · 1988 · 1989 · 1990 · 1991 · 1992 · 1993 · 1994 · 1995 · 1996 · 1997 · 1998 · 1999 · 2000 · 2001 · 2002 · 2003 · 2004 · 2005 · 2006 · 2007 · 2008 · 2009 · 2010 · 2011 · 2012 · 2013 · 2014 · 2015